# Генчо Генчев (политик)
Генчо Божинов Генчев е български политик, кмет на село Царевец, мандат 2007 – 2011 г. и кмет на община Свищов от 2015 г.

## Биография
Генчо Божинов Генчев е роден на 26 април 1980 г. в град Свищов. През 1999 г. завършва Професионална гимназия по ветеринарна медицина „Проф. д-р Димитър Димов“ град Ловеч. През 2014 г. се дипломира със специалност „Бизнес администрация“, а през 2016 г. със специалност „Стопанско управление“ в ЮЗУ „Неофит Рилски“ град Благоевград.
В периода 2007 – 2016 г. е председател на НЧ „Светлина – Царевец 1927“ село Царевец. През 2011 г. оглавява инициативен комитет за създаването на Национален фолклорен фестивал „Фолклорен извор“.
През 2012 г. със Заповед на Министъра на културата става член на Обществено – консултативен съвет към Министъра на културата. Националното сдружение на общините в Република България го избира през 2014 г. за национален лектор в областта на Местното самоуправление и администрация. През 2016 г. е избран за заместник-председател на Асоциацията на дунавските общини „Дунав“.
През 2016 г. получава приза „Кмет на годината“, в категория „Ефективно управление на проекти“, в раздел „Средна община“, в класация на KMETA.bg – порталът на българските общини.